# Pelmatops
Pelmatops är ett släkte av tvåvingar. Pelmatops ingår i familjen borrflugor.
Kladogram enligt Catalogue of Life:
| Pelmatops | \| \| Pelmatops fukienensis \| \| \| \| \| \| Pelmatops ichneumoneus \| \| \| \| |
|           | \| \| Pelmatops fukienensis \| \| \| \| \| \| Pelmatops ichneumoneus \| \| \| \| |
|           | Pelmatops fukienensis                                                            |
|           |                                                                                  |
|           | Pelmatops ichneumoneus                                                           |
|           |                                                                                  |